# Anthorrhiza
Anthorrhiza là một chi thực vật có hoa trong họ Thiến thảo (Rubiaceae).

## Loài
Chi Anthorrhiza gồm các loài: